# Sipont
Sipont (llatí: Sipontum) o Sipunt (en grec antic: Σιποῦς) va ser una ciutat de la Pulla situada a la costa de la mar Adriàtica, al sud del cap Gargano, al golf de Manfredonia, entre els rius Cèrbal i Candelaro, que desaigüen al sud, i formen la llacuna del Pantano Saldo.
Segurament va ser una ciutat fundada pels daunis, un poble de la Pulla. No era una ciutat grega, però si hel·lenitzada. L'any 330 aC Alexandre Molós, rei de l'Epir, la va conquerir, segons diu Titus Livi. No és conegut en quin moment va passar a Roma, però el 194 aC els romans hi van establir una colònia al mateix temps que la de Salern i la de Buxent.
La colònia no va prosperar i estava deserta cap a l'any 184 aC probablement degut a la malària, però s'hi va enviar un nou cos de colons i aquesta vegada la colonització va anar millor i era un port marítim freqüentat, però sense convertir-se mai en un lloc gaire important. Comerciava amb gra, segons Estrabó i Plini el Vell. A la Segona guerra civil romana entre Juli Cèsar i Gneu Pompeu Magne la ciutat devia tenir certa importància. L'any 40 aC, durant la guerra de Perusa Luci Antoni la va ocupar però va ser reconquerida per Marc Vipsani Agripa.
Sota l'Imperi apareix com un municipium però va mantenir el títol de colònia. Paul el Diaca diu que era una de les urbes satis opulentae ('ciutats més opulentes') de la Pulla.
Va entrar en decadència a l'edat mitjana i era un llogaret cap al 1250 quan el rei Manfred de Nàpols va fer marxar als pobladors que hi quedaven i els va establir una mica més al nord (a uns 3 km) on va construir una nova ciutat que es va dir Manfredonia.
No resten ruïnes de la vella ciutat, i només marca la seva situació una església anomenada Santa Maria di Siponto. Els bisbes de Manfredonia ostentaven el títol d'arquebisbes de Sipont.